# 다리 (1959년 영화)
《다리》(독일어: Die Brücke)는 1959년 개봉한 서독의 영화로, 베른하르트 비키가 감독을 맡았으며, 만프레트 그레고어의 동명 소설이 영화의 원작이다. 1959 아카데미 외국어영화상 부문 서독 출품작이다.

## 내용
2차대전의 종전이 가까웠을 무렵의 독일 어느 시골 도시에서 생긴 일이다. 연합군이 가까이 육박해 왔으므로 드디어 고교생들에게마저 동원령이 내렸다. 패전으로 후퇴하는 길밖에 없던 수비대는 고교생들에게 그리 중요하지도 않은 작은 교량의 수비를 명하고, 그들을 인솔하는 하사관에게 기회를 보아 후퇴하라는 지시를 했으나, 그 하사관이 스파이로 오인되어 아군에게 사살된다. 소년들은 습격해 온 미군 전차대와 필사적으로 싸웠다. 그러나 그것은 이미 싸울 필요가 없는 싸움이었으며, 젊은 목숨을 헛되이 버렸을 뿐이었다.

## 감상
자기들만이 조국을 패전으로부터 구할 수 있다고 외곬으로 생각하고 있던 소년들의 애처로울 정도의 진지(眞摯)함과, 이미 패전을 알고 요령껏 처신할 것만 생각하는 어른들과의 대조가 비극적이다. 후반 전투장면의 박력은 맹렬하다. "애들과는 싸우고 싶지 않다！ 유치원으로 돌아가라"라고 외치는 미군 병사에게 바주카포를 쏘아, 미군병사는 터져 나온 창자를 부둥켜안고 괴로와 몸부림친다. 전쟁영화의 걸작이다.

## 출연
- 폴커 보넷
- 프리츠 베퍼

## 같이 보기
- 제32회 아카데미상 외국어영화상 출품작 목록